# Moravië (regio)

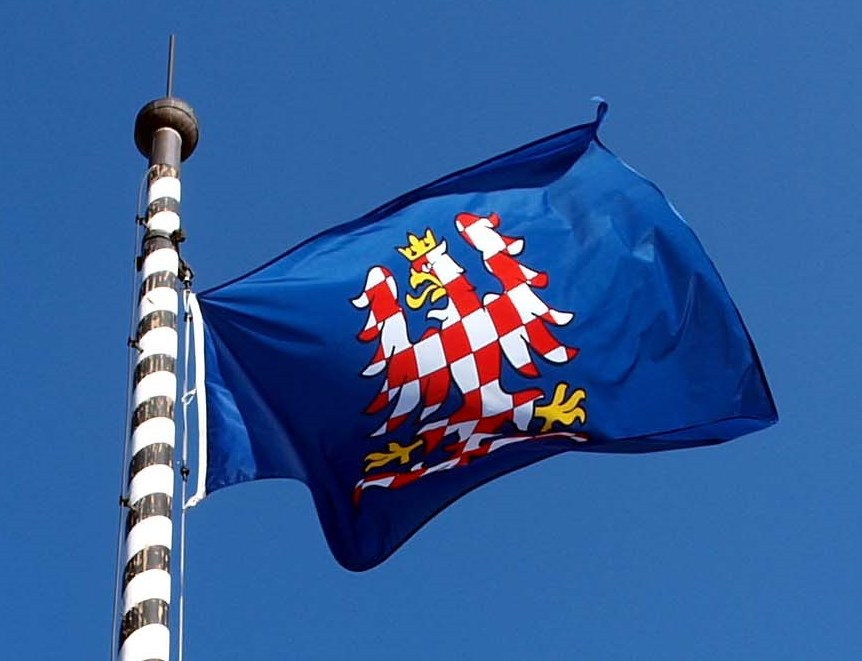
Vlag van Moravië

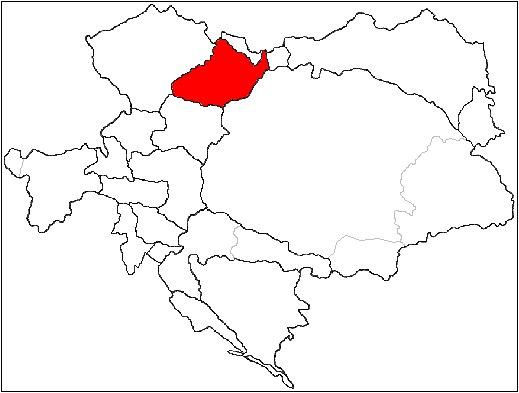
Markgraafschap Moravië als deel van Oostenrijk-Hongarije

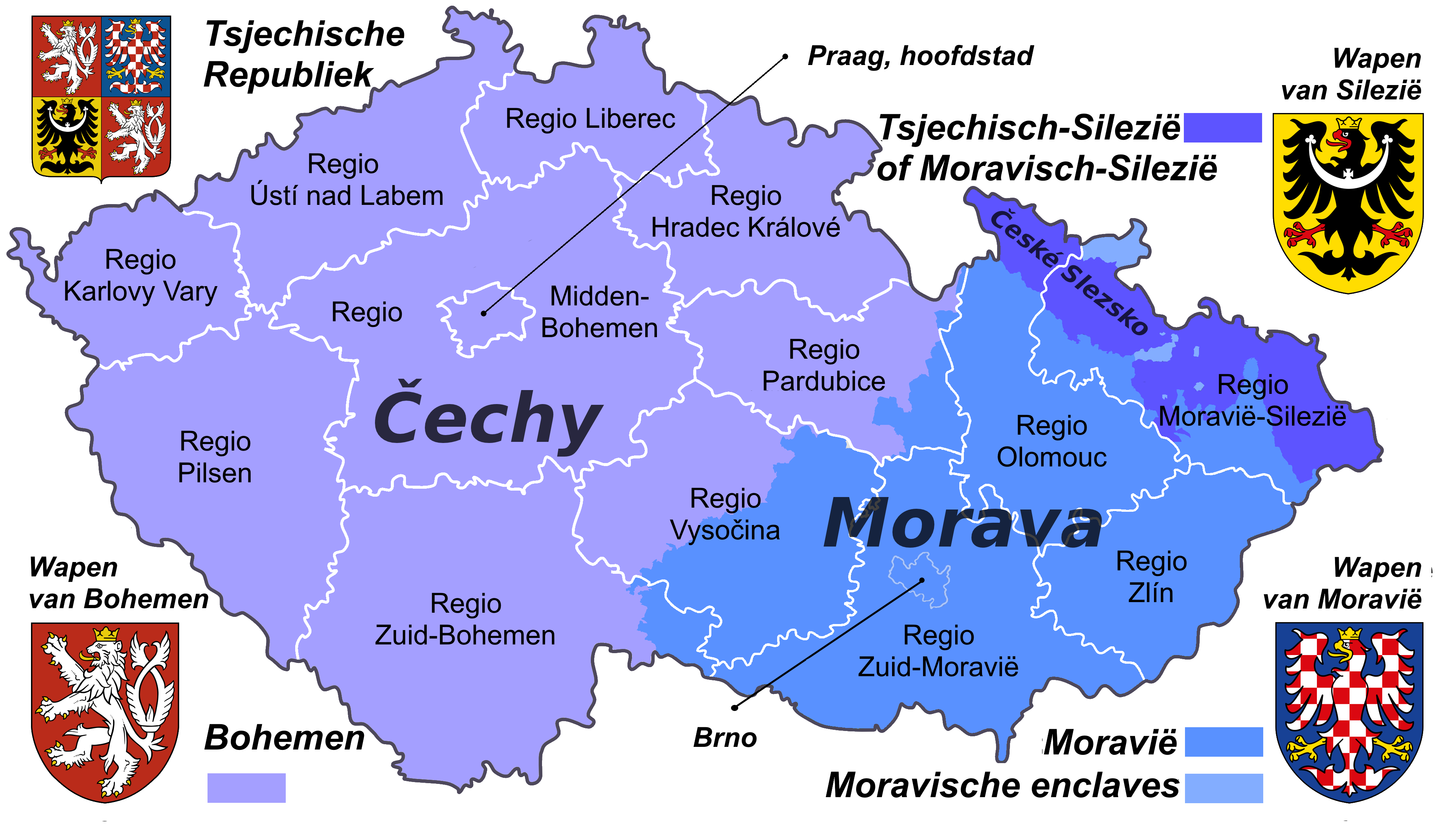
Boheemse Landen vergeleken met de huidige administratieve regio's

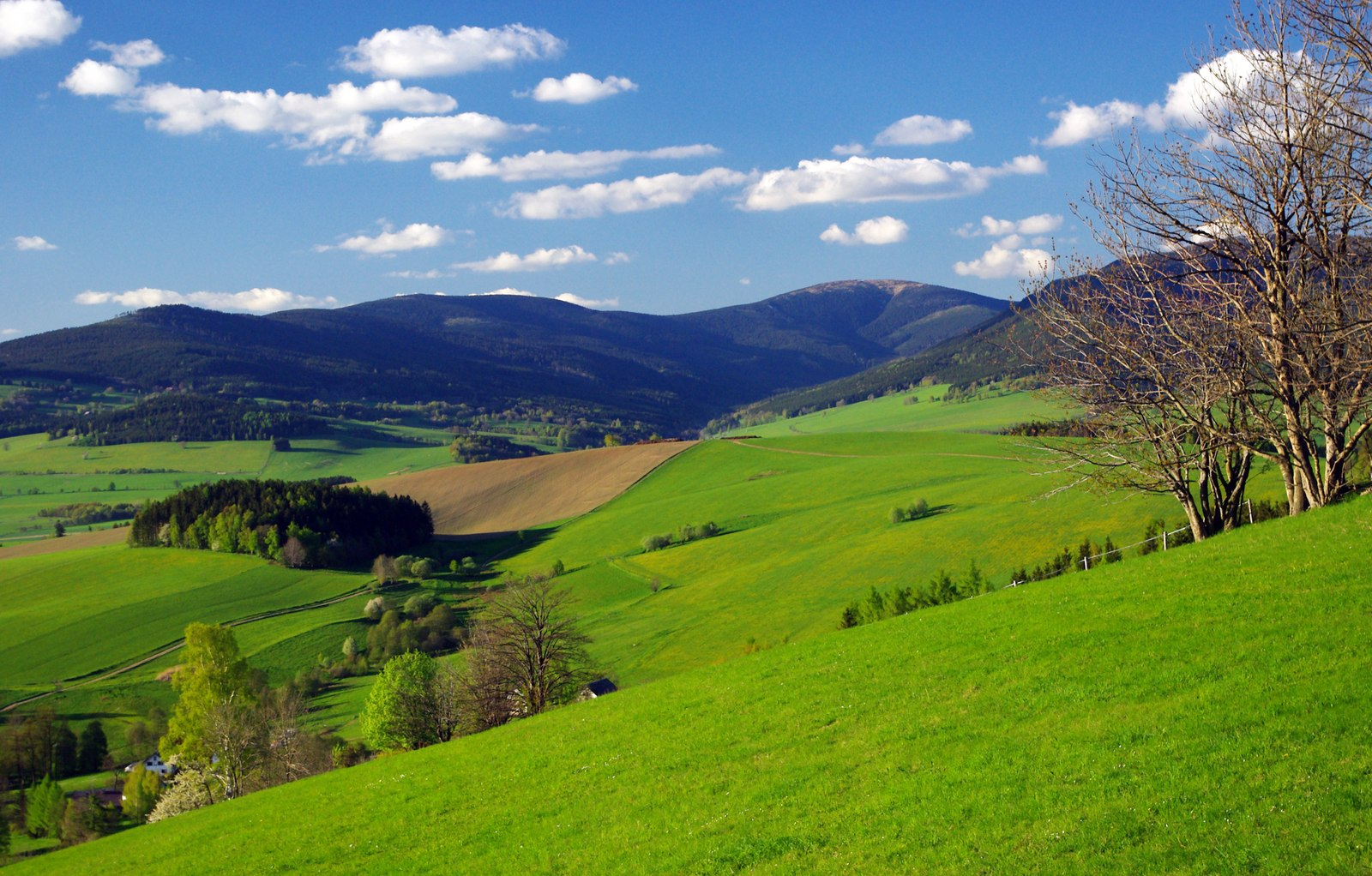
Gebergte Králický Sněžník

Moravië (Tsjechisch: Morava; Duits: Mähren) is een regio in Midden-Europa en een van de drie historische landen (naast Bohemen en Tsjechisch Silezië) van Tsjechië. Het land ligt in het oosten en zuidoosten van Tsjechië en grenst als enige van de drie landen aan de andere twee. Het gebied is genoemd naar de rivier de Morava, die Moravië van noord naar zuid doorsnijdt.

## Geschiedenis
Het hertogdom Moravië was in de negende eeuw de kern van het Groot-Moravische Rijk, een kortstondig West-Slavisch rijk, waar de bekende missionarissen Cyrillus en Methodius actief waren. Dit rijk was in de 10e eeuw niet opgewassen tegen de invallende Hongaren. Vanaf de 11e eeuw deelde Moravië als markgraafschap Moravië meestal de lotgevallen van Bohemen, hoewel het er niet steeds deel van uitmaakte en het zijn eigen identiteit wist te behouden. In 1928 werden Moravië en Tsjechisch Silezië samengevoegd tot het landsdeel Moravië-Silezië. In 1948 vond opnieuw een herindeling plaats, waarbij de landen werden opgeheven en vervangen door regio's.

## Geografie
In het noordoosten vormt de Moravische Poort de doorgang naar Silezië. Moravië wordt in het noorden (Polen) begrensd door de Sudeten, in het oosten (Slowakije) door de Kleine Karpaten en in het westen (Bohemen) door het Boheems-Moravisch Hoogland. Met Oostenrijk in het zuiden ontbreekt een natuurlijke grens, voor een gedeelte wordt de grens gevormd door de rivier Thaya. Het hoogste punt is de Praděd op de grens met Silezië (1492 m). Het laagste bevindt zich op de plek waar de rivieren Thaya en Morava samen komen (148 m). Hanna, Slovácko, Valašsko, Horácko en Lašsko zijn streken in Moravië.

Indeling in districten 1893 (met Duitstalige plaatsnamen)

### Bestuurlijke indeling
Van de huidige regio's van Tsjechië ligt alleen Zlín (Zlínský kraj) geheel binnen Moravië. Van Zuid-Moravië (Jihomoravský kraj) behoort alleen het dorpje Jobova Lhota in de gemeente Kněževes niet tot Moravië. De regio Olomouc (Olomoucký kraj) ligt voor het grootste gedeelte, de districten Olomouc, Přerov, Prostějov en Šumperk, in Moravië. Alleen het district Jeseník hoort bijna geheel bij Tsjechisch Silezië, met uitzondering van de gemeente Ostružná dat (voor het grootste deel) wel in Moravië ligt. Van de regio Vysočina (Kraj Vysočina) ligt de oostelijke helft (grofweg de districten Jihlava, Žďár nad Sázavou en Třebíč in Moravië, de rest (de districten Pelhřimov en Havlíčkův Brod) is Boheems. Het zuidelijke deel en enkele enclaves van Moravië-Silezië (Moravskoslezko) zijn Moravisch, terwijl het noordelijke deel Silezisch is. Ten slotte liggen in het oosten van de Boheemse regio's Zuid-Bohemen (Jihočeský kraj) en Pardubice (Pardubický kraj) Moravisch grondgebied, specifiek in de districten Jindřichův Hradec, Svitavy en Ústí nad Orlicí. Eén dorp, Šance, dat tegenwoordig deel uitmaakt van de gemeente Vrbovce is, sinds de Tsjecho-Slowaakse grenscorrectie in 1997, in Slowakije komen te liggen.

### Steden

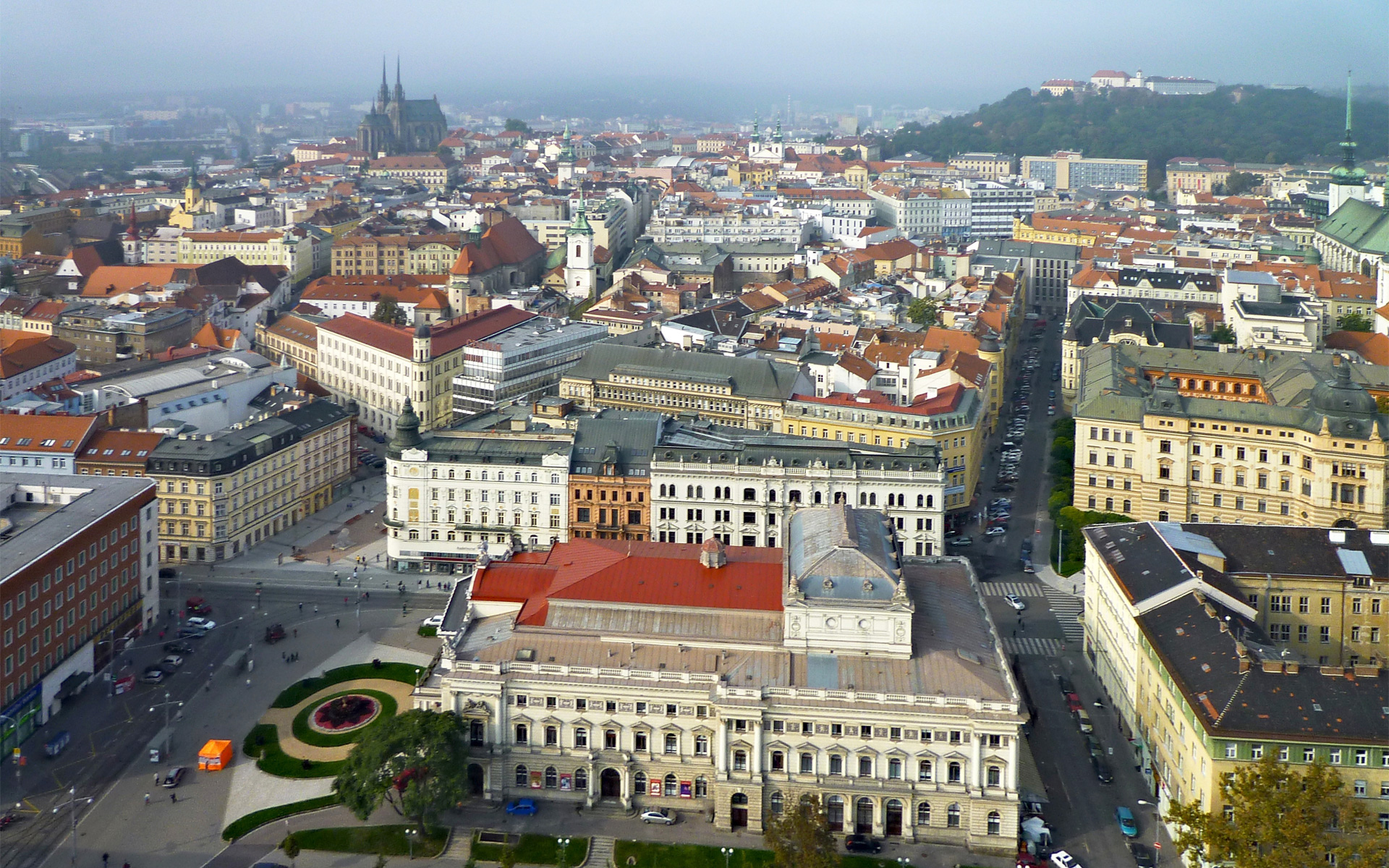
Brno-overzicht over de stad

De grootste steden zijn tegenwoordig:
- Brno
- Ostrava (ligt voor ongeveer 2/3e in Moravië en voor de rest in Tsjechisch Silezië)
- Olomouc
- Zlín
- Frýdek-Místek (Místek is het Moravische deel, Frýdek het Silezische)
- Jihlava
- Přerov
- Prostějov
- Třebíč
- Znojmo

Als machtscentrum van het toenmalige Groot-Moravische Rijk gold Veligrad, dat waarschijnlijk gelegen heeft in de buurt van Uherské Hradiště en Staré Město. Zowel Brno als Olomouc zijn hoofdstad geweest van het markgraafschap Moravië. Naast Brno en Olomouc was Znojmo vroeger bestuurlijk een belangrijke stad. De stad Slavkov geniet onder zijn Duitse naam Austerlitz bekendheid, omdat hier de slag bij Austerlitz plaatsvond tijdens de napoleontische oorlogen.

## Demografie

### Bevolking

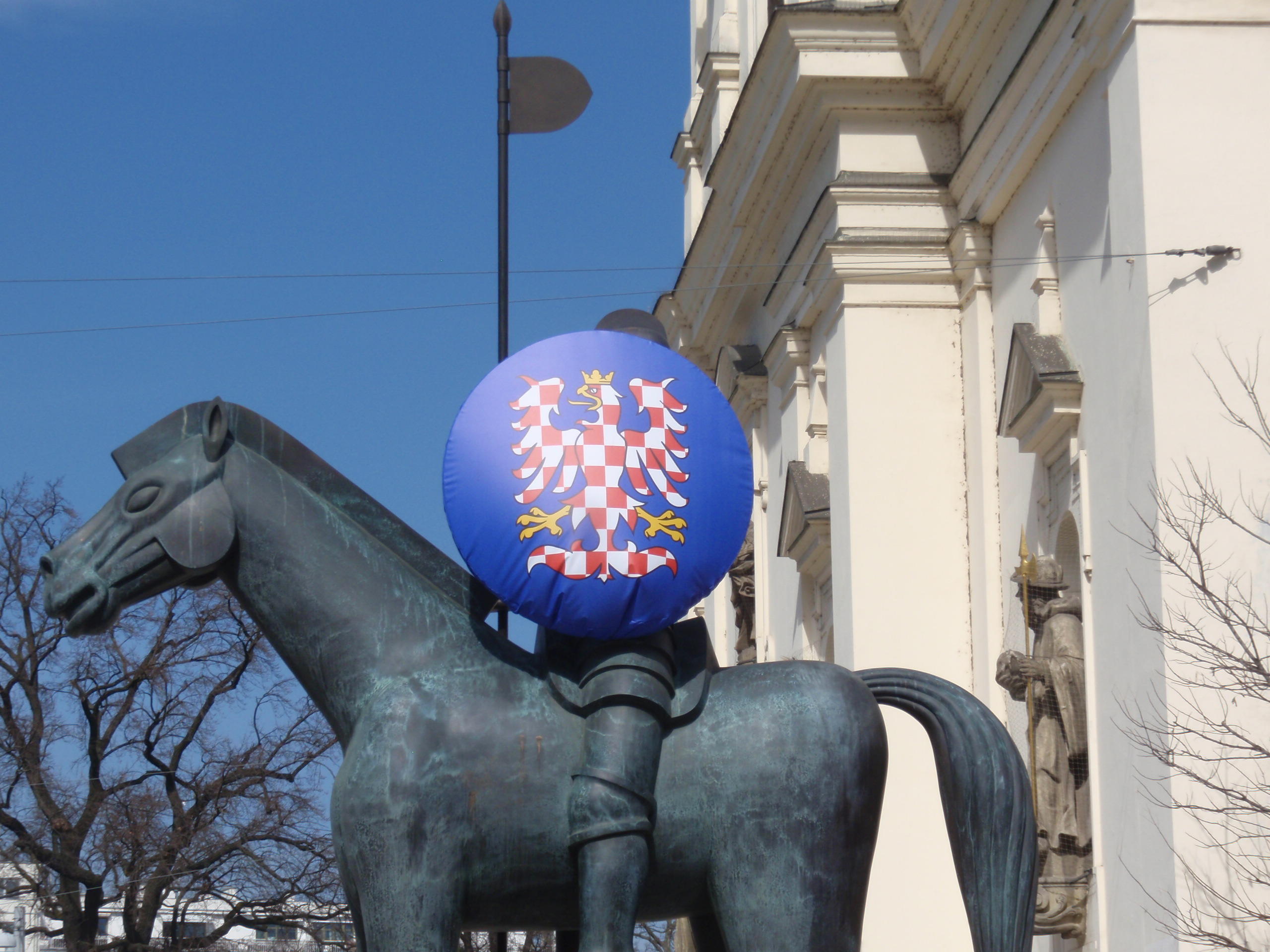
Ruiterstandbeeld van Jobst van Moravië op het Moravische plein (Moravské náměstí) in Brno. Het ronde schild dat de ridder vasthield, werd op 26 maart 2021 voorzien van het Moravische wapen. Vertegenwoordigers van de stad Brno gebruikten het ter herdenking van de telling van 2021 in Tsjechisch Republiek.

Moraviërs zijn mensen levend in Moravië of die uit Moravië komen. De eerste schriftelijke vermelding over Moraviërs is te vinden in Annales regni Francorum. Vaak wordt de term Moraviër alleen gebruikt met betrekking tot de Slavische bevolking in Moravië, maar soms wordt het ook gebruikt voor de toenmalige Duitse bevolking in Moravië. Afhankelijk van het district geeft tot de helft van de bevolking aan zich Moraviër te voelen. In totaal gaat het om zo'n 13,2% van de totale bevolking van Tsjechië.

## Cultuur

### Eten en drinken
Moravië kent in vergelijking met de rest van Tsjechië een grotere diversiteit aan soorten drank. Slivovitsj (Slivovice) wordt in Moravië beschouwd als de nationale drank. Bier is ook in Moravië de meest gedronken drank en wordt in Moravië onder andere gebrouwen door Litovel. Vooral in het zuiden van Moravië bevinden zich wijngaarden, in totaal wordt ongeveer 96% van alle Tsjechische wijn in Moravië gemaakt.

### Bezienswaardigheden

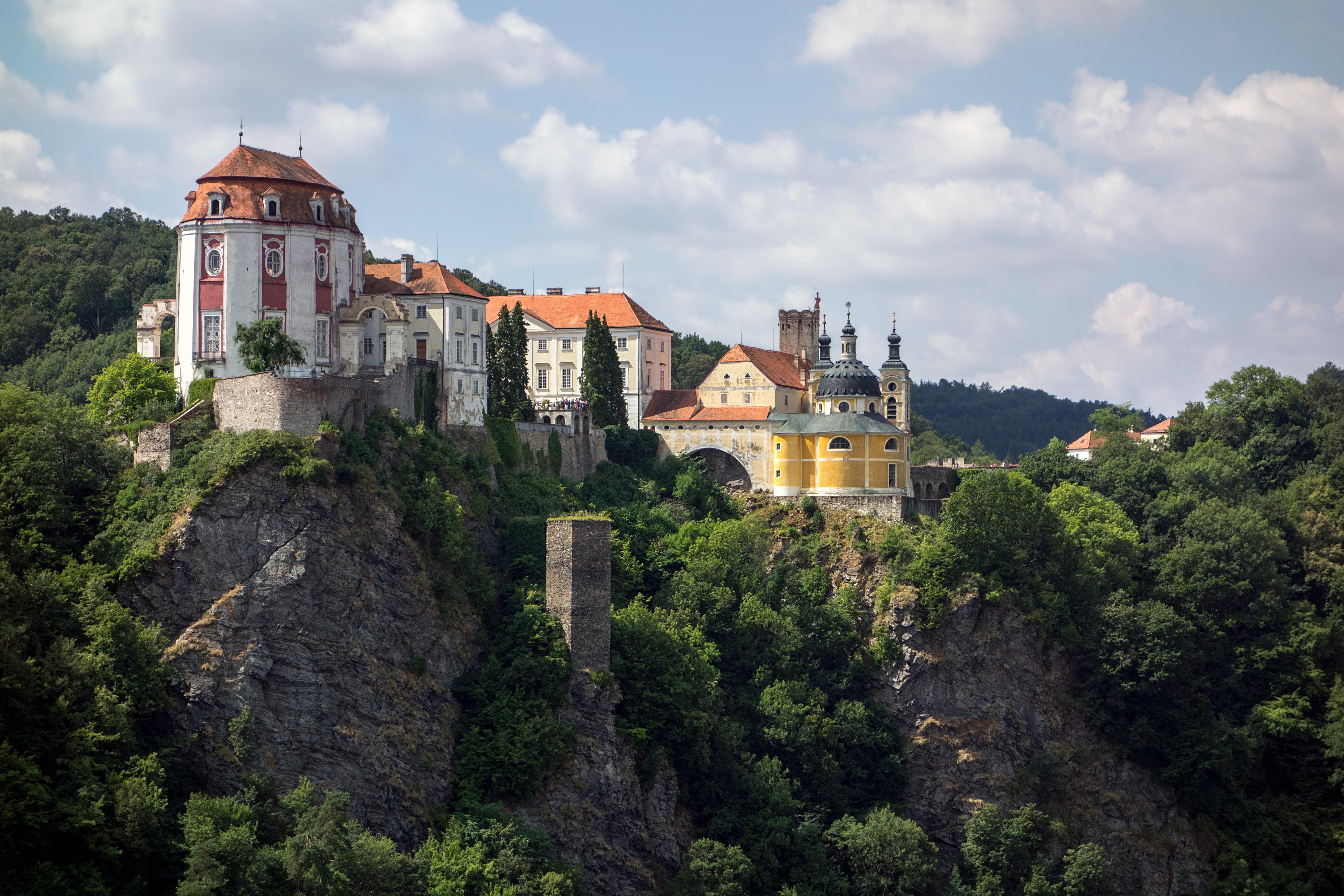
Kasteel Vranov nad Dyjí

In Moravië staan zeven locaties op de Werelderfgoedlijst van UNESCO. Alle locaties zijn cultureel erfgoed. Hier onder een lijst met de Moravische onderdelen van de Werelderfgoedlijst.
- Historisch centrum van Telč
- Pelgrimskerk van St.-Johannes van Nepomuk op de Zelená Hora bij Žďár nad Sázavou
- Cultuurlandschap van Lednice-Valtice
- Tuinen en kasteel van Kroměříž
- Zuil van de Heilige Drie-eenheid in Olomouc
- Villa Tugendhat in Brno
- Joodse wijk en Sint-Procopiusbasiliek in Třebíč

Op de Europese erfgoedlijst van de Europese Unie staan:
- de Burcht van Olomouc en het Arcidiecézní muzeum Olomouc in Olomouc
- Kolonie Nový dům als onderdeel van de Nieuwe zakelijkheid in Europa in Brno
- Klooster van Velehrad en Klooster Žďár nad Sázavou als onderdeel van Wandelpad Cisterscapes[4]

Andere bezienswaardigheden zijn onder andere:
- Renaissancekasteel Milulov
- Kasteel Pernštejn
- Brno
- Olomouc
- Burcht Buchlov
- Žďár nad Sázavou

## Economie

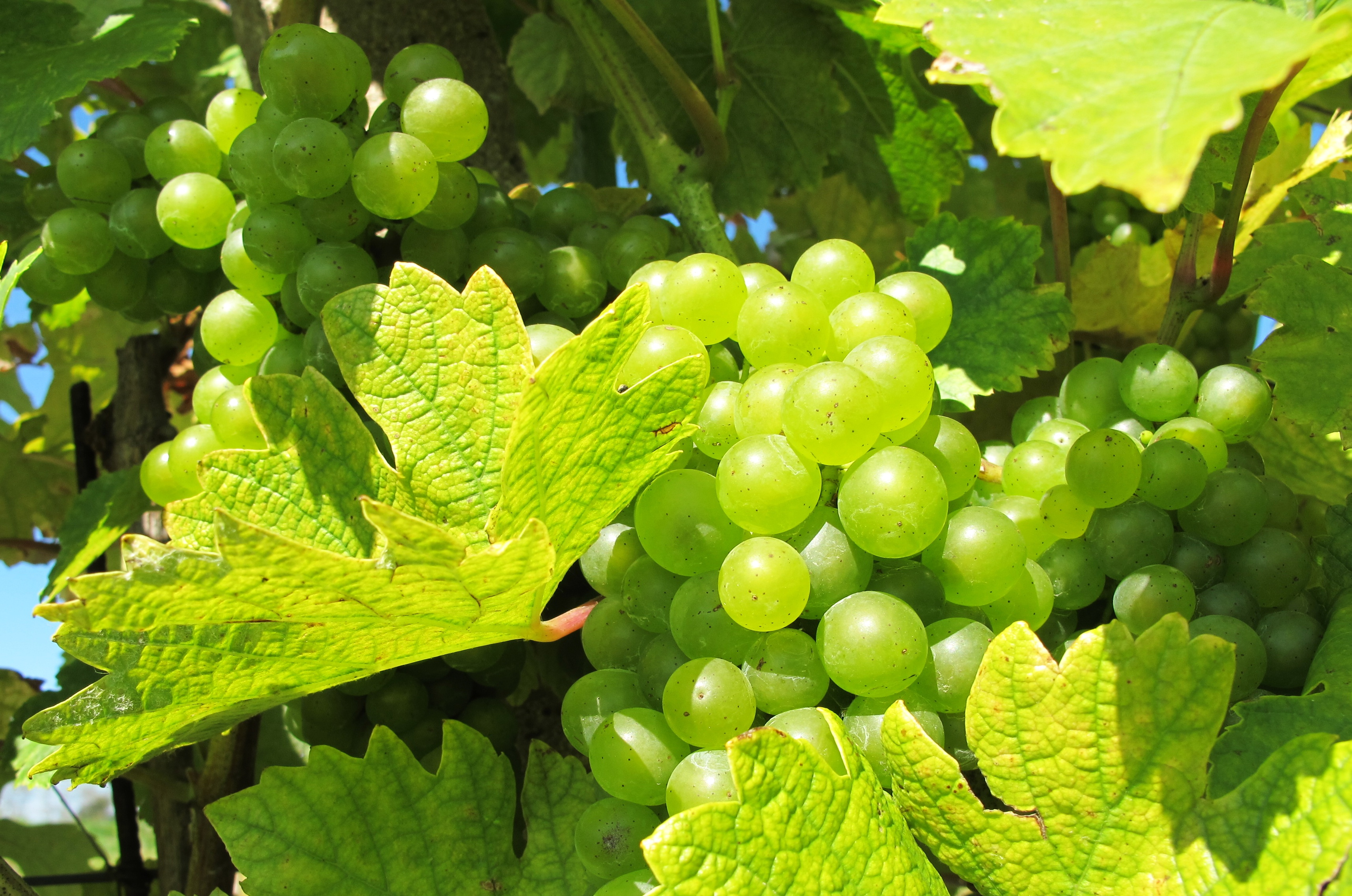
Moravische druiven in de Pálava-streek.

De belangrijkste economische centra in Moravië zijn Brno, Olomouc, Ostrava en Zlín. In alle vier de gevallen gaat het hier om steden met een groot aantal studenten en een rijke historie in de maakindustrie. Brno stond vroeger bekend om zijn sterk ontwikkelde textielindustrie. Ostrava gold als een echte industriestad, met name vanwege de delving van steenkool in de stad en haar omgeving. In het zuiden van Moravië rond Břeclav en Hodonín wordt olie gewonnen. De Moravische landbouw staat bekend om haar wijnproductie, zo'n 96 % van alle wijngaarden in Tsjechië liggen in Moravië.

### Verkeer en vervoer

#### Wegverkeer
De belangrijkste weg door Moravië is de snelweg D1, die bij Jihlava Moravië binnenkomt en via Brno, Vyškov naar Kroměříž loopt, hier kort stopt en in de buurt van Lipník nad Bečvou opnieuw begint en doorloopt naar Ostrava. Tussen Jihlava en Brno is deze weg ook bekend als E50. Daarna loopt de E50 als provinciale weg verder via Uherské Hradiště naar Trenčín in Slowakije. Naast de D1 liggen ook de D2, D35, D46, D48, D52, D55 en D56 geheel of gedeeltelijk in Moravië.

#### Spoorwegen
Drie van de vier spoorwegcorridors lopen door Moravië. De první železniční koridor (1e spoorwegcorridor) komt van Česká Třebová en loopt naar Kúty in Slowakije via Brno en Břeclav over de spoorlijnen 250 en 260. De druhý železniční koridor (2e spoorwegcorridor) sluit in Břeclav aan op de první železniční koridor en loopt via Přerov en Ostrava naar Bohumín over de spoorlijnen 330 en 270. De třetí železniční koridor (3e spoorwegcorridor) loopt van Česká Třebová naar Bohumín via Olomouc, Přerov en Ostrava over de spoorlijn 270. Naast deze spoorwegcorridors liggen over geheel Moravië verspreid vele kleinere lijnen.

#### Vliegverkeer
In Moravië liggen twee internationale vliegvelden, luchthaven Brno-Tuřany bij Brno en vliegveld Ostrava-Mošnov bij Ostrava.

## Onderwijs
De titel oudste universiteit van Moravië kan geclaimd worden door twee universiteiten. De eerste is de Palacký-Universiteit in Olomouc, die in 1573 is opgericht, in 1778 verhuisde naar Brno en 1782 een lyceum in Olomouc werd, tussen 1827 en 1860 opnieuw een universiteit was, om in 1946 heropgericht te worden. De tweede universiteit die deze titel kan claimen is de Masaryk-universiteit in Brno, die in 1919 werd opgericht.

## Sport
De twee meest populaire sporten in Moravië zijn voetbal en ijshockey. In het voetbal zijn SK Sigma Olomouc, 1. FC Slovácko, FC Zlín en FC Zbrojovka Brno de bekendste clubs. Ook FC Baník Ostrava, van oorsprong uit het Silezische deel van Ostrava, speelt tegenwoordig in Moravië.
Bekende ijshockeyclubs zijn HC Kometa Brno, Berani Zlín, HC Olomouc, HC Dukla Jihlava en Orli Znojmo.